# Eric Crozier
Eric Crozier, OBE (Londra, 14 novembre 1914 – Granville, 7 settembre 1994), è stato un direttore teatrale, librettista e sceneggiatore britannico.
È stato, insieme a Myfanwy Piper, uno dei principali librettisti del compositore inglese Benjamin Britten, con il quale fondò l'English Opera Group nel 1947 e il Festival di Aldeburgh nel 1948.

## Biografia
Crozier nacque a Londra e, dopo un apprendistato al teatro Old Vic, entrò a far parte della Sadlers Wells Opera Company di Londra durante la seconda guerra mondiale e diresse la prima opera di Britten, Peter Grimes, al Sadler's Wells nel 1945. Fondò l'English Opera Group nel 1947 e cofondò (con Britten) l'Aldeburgh Festival nel 1948. Diresse la sua seconda moglie, Nancy Evans, nel ruolo di Lucrezia nella prima del 1946 dell'opera di Britten The Rape of Lucretia a Glyndebourne e in seguito succedette a Peter Pears come direttore dell'Aldeburgh Festival. Fu nominato OBE nel New Year Honours del 1991.
Il primo libretto d'opera di Eric Crozier per Britten fu Albert Herring (1947) e in seguito scrisse e/o diresse diverse altre opere di Britten.
Ha anche tradotto varie opere in inglese, tra cui Otello, Falstaff o La traviata di Giuseppe Verdi, Idomeneo di Mozart, La sposa venduta di Bedřich Smetana e La donna senz'ombra di Richard Strauss.
Gli archivi di Crozier e Nancy Evans sono conservati ad Aldeburgh. Morì a Granville, Francia.

## Vita privata
Era sposato con la cantante Nancy Evans e nel 1991 fu insignito dell'Ordine dell'Impero Britannico.